# ТЕЦ Квідзин
ТЕЦ Квідзин — теплоелектроцентраль на півночі Польщі, за сім десятків кілометрів на південь від Гданська.
Розташований у Квідзині целюлозно-паперовий комбінат має для забезпечення своїх потреб власну ТЕЦ. У 1980—1985 роках тут встановили виготовлені рацибузькою компанією Rafako чотири вугільні котли ОР-140, розраховані на видачу 140 тонн пари на годину. Крім того, у 1981-му змонтували два котла компанії Babcock — з циркулюючим киплячим шаром OF-100 для спалювання біомаси та содорегенераційний, здатний продукувати 280 тонн пари на годину.
Котли живлять три запущені у 1982, 1984 та 1986 роках турбіни ельблонзької компанії Zamech. Дві з них мають потужність по 25 МВт та працюють в парі з генераторами швейцарської компанії ВВС, тоді як ще одна з показником 34,3 МВт сполучена із генератором Alsthom. Крім того, в 2010-му до них додали четверту турбіну, що довело загальний показник станції до 116 МВт.